# Ahez
Ahez è un girl group francese formato nel 2018 a Carhaix da Marine Lavigne, Sterenn Diridollou e Sterenn Le Guillou.
Hanno rappresentato la Francia all'Eurovision Song Contest 2022 con il brano Fulenn in collaborazione con Alvan, dove si sono classificate in 24ª posizione.

## Storia
Le Ahez si sono incontrate al liceo Diwan di Carhaix, in Bretagna, da cui deriva il loro nome: Ker Ahez è infatti il nome della città in lingua bretone. Qui hanno imparato lo stile musicale tipico della regione, il kan ha diskan. Il gruppo ha iniziato a esibirsi nel fest-noz nel 2018, e in particolare ha preso parte al festival interceltico di Lorient nell'agosto dello stesso anno con il nome Eben.
Nell'estate del 2021 hanno incontrato il cantante e produttore Alvan in un bar a Rennes. Da qui è nato il loro sodalizio artistico, che li ha portati, nel gennaio 2022, a venire annunciati fra i dodici artisti partecipanti a Eurovision France, c'est vous qui décidez 2022, il programma di selezione del rappresentante francese all'annuale Eurovision Song Contest, con l'inedito Fulenn. Sono risultati i vincitori dell'evento, ottenendo il primo posto sia nel voto della giuria che nel televoto, diventando di diritto i rappresentanti francesi a Torino. Fulenn è la seconda canzone eseguita in lingua bretone nella storia della manifestazione dopo Diwanit bugale di Dan Ar Braz & L'Héritage des Celtes, il brano francese all'Eurovision Song Contest 1996. Il successivo 14 maggio Alvan e le Ahez si sono esibite nella finale eurovisiva, dove si sono piazzate al 24º posto su 25 partecipanti con 17 punti totalizzati.

## Discografia

### Singoli
- 2022 – Fulenn (con Alvan)
- 2023 – Llume (con le Algaire)